# Gällivare kyrka

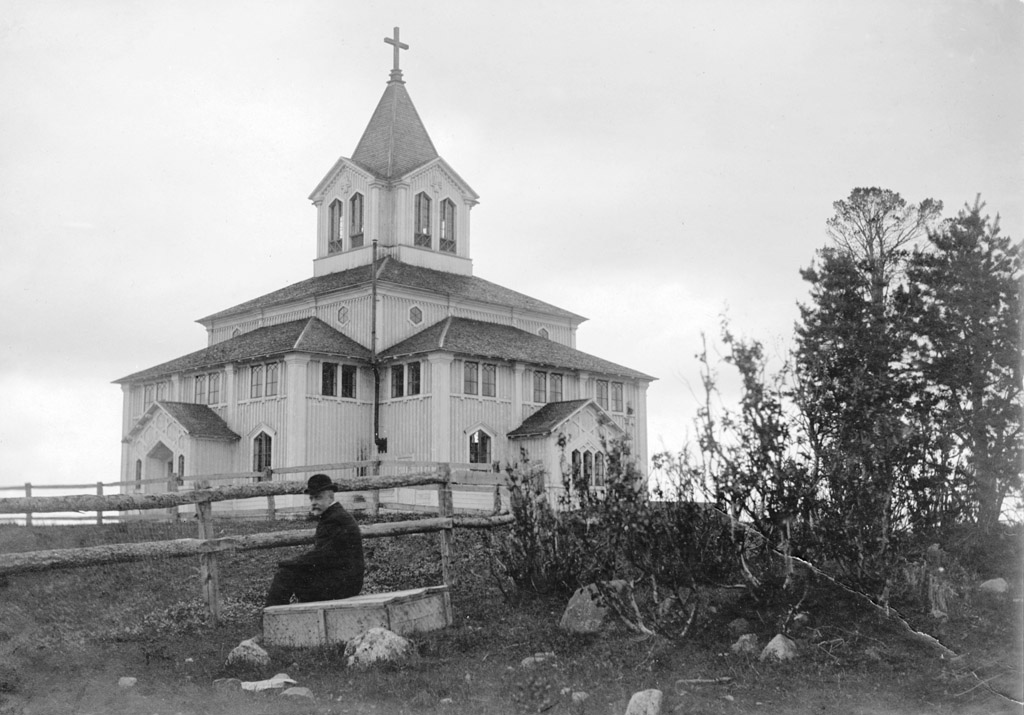
Gällivare kyrka 1882

Gällivare kyrka är en kyrkobyggnad i Gällivare i Luleå stift. Den är församlingskyrka i Gällivare församling. Den invigdes i februari 1882 och ersatte då en äldre kyrka.

## Kyrkobyggnaden
Träkyrkan uppfördes åren 1878–1882 efter ritningar av arkitekt Emil Viktor Langlet. En ombyggnad genomfördes 1966–1967 efter ritningar av Bengt Romare då östra och västra korsarmarna förlängdes. I västra korsarmen finns vapenhuset och i östra korsarmen finns sakristian.

## Orgel
- 1889 byggde E. A. Setterquist & Son, Örebro, en orgel med 7 stämmor. Orgeln invigdes utan föregående besiktning söndagen 14 juli 1889 av vice pastorn Vilhelm Montell (f. 1863).[2]
- 1931 byggde Johan William Grönlund, Kåge, en orgel med 12 stämmor, två manualer och pedal.
- Den nuvarande orgeln är byggd 1971 av Grönlunds Orgelbyggeri, Gammelstad, och är en mekanisk orgel.

| Huvudverk I   | Öververk II       | Pedal           | Koppel |
| Principal 8'  | Gedackt 8'        | Subbas 16´      | I/P    |
| Rörflöjt 8'   | Principal 4'      | Oktava 8´       | II/P   |
| Oktava 4'     | Rörflöjt 4'       | Koppelflöjt 4'  | II/I   |
| Spetsflöjt 4' | Gemshorn 2'       | Rauschkvint III |        |
| Oktava 2'     | Kvinta 1 1/3'     | Fagott 16'      |        |
| Mixtur IV     | Cymbel III        | Skalmeja 4'     |        |
| Trumpet 8'    | Krumhorn 8'       |                 |        |
|               | Tremulant         |                 |        |
|               | Crescendosvällare |                 |        |

### Kororgel
- Kororgeln är byggd 1970 av OY Kangasala orgelfabrik i Finland.

| Manual       | Pedal   |
| Gedackt 8’   | Bihängd |
| Flute 4’     |         |
| Principal 2’ |         |
| Scharf II    |         |

### Fotnoter
1. ↑  ”Gällivare kyrka”. Svenska kyrkan. Arkiverad från originalet den 7 februari 2015. https://web.archive.org/web/20150207143732/http://www.svenskakyrkan.se/gallivare/gallivare-kyrka. Läst 7 februari 2015.
2. ↑  ”En ny orgel på 7 stämmor förfärdigad för Gällivare kyrka.”. Nerikes Allehanda, notis 3:e kolumn längst ner. 17 juli 1889. https://tidningar.kb.se/8264853/1889-07-17/edition/146365/part/1/page/2/?newspaper=NERIKES%20ALLEHANDA&from=1889-07-17&to=1889-07-17. Läst 12 januari 2023.